# 헬블레이드: 세누아의 희생
헬블레이드: 세누아의 희생(Hellblade: Senua's Sacrifice)은 2017년에 닌자 시어리가 개발하고 배급한 액션 어드벤처 게임이다. 2017년 8월에 플레이스테이션 4와 Windows, 2018년 4월에 엑스박스 원, 2019년 4월에 닌텐도 스위치, 그리고 2021년 8월에 엑스박스 시리즈 X/S로 출시되었다. 헬블레이드는 2018년 업데이트로 가상 현실 지원이 추가되었다.
노르드 신화와 켈트 문화에서 영감을 받은 다크 판타지 세계관을 배경으로, 게임은 세누아라는 픽트 전사가 죽은 연인의 영혼을 여신 헬라에게서 구하기 위해 다른 세계의 존재들을 물리치고 그들의 도전을 극복하며 헬헤임으로 향하는 여정을 그린다.
스스로 "AAA 독립 개발 게임"이라 칭하는 헬블레이드: 세누아의 희생은 작가 겸 감독인 타밈 안토니아데스가 이끄는 약 20명의 개발팀에 의해 제작되었다. 게임은 퍼즐 풀이, 심리적 공포, 근접 전투와 같은 다양한 게임플레이 메커니즘과 개념을 혼합한다. 성우 연기는 게임의 핵심 요소이며, 컷신은 멜리나 유르겐스의 모션 캡처와 다른 배우들의 실사 연기를 결합한다. 게임의 서사는 주인공이 정신증과 씨름하는 것의 은유이다. 이 증상을 저주라고 믿는 세누아는 "어둠"이라고 알려진 존재, "퓨리즈"라고 불리는 환청, 그리고 과거의 기억에 시달린다. 정신증을 제대로 표현하기 위해 개발자들은 신경과학자, 정신 건강 전문가, 그리고 이 질환을 겪고 있는 사람들과 긴밀히 협력했다.
헬블레이드: 세누아의 희생은 비평가들로부터 긍정적인 평가를 받았다. 비평가들은 이 게임을 예술 작품으로 칭찬하고 정신증을 중심으로 전개되는 이례적인 선택, 질환에 대한 접근 방식의 질과 독창성, 그리고 스토리와 주인공을 높이 평가했다. 유르겐스의 연기를 포함한 전반적인 연출은 독립 개발 게임이 일반적으로 제공하는 것보다 질적으로 우수하다고 여겨졌지만, 게임플레이 및 다른 요소들은 일부 비판을 받았다. 이 게임은 2018년 6월까지 100만 장 이상 판매되었다. 후속작인 세누아의 전설: 헬블레이드 2는 2024년 5월 21일에 출시되었다.

## 게임플레이
헬블레이드: 세누아의 희생은 두 가지 유형의 게임플레이로 나뉜다. 첫 번째는 세누아가 자유롭게 걸어 다니며 주변 환경과 상호 작용하는 것이다. 이 부분들은 세누아가 한 장소에서 다른 장소로 이동하면서 보이스오버를 통해 스토리에 집중하거나, 더 진행하기 위한 어떤 종류의 퍼즐이나 도전을 해결하는 데 중점을 둔다. 그녀는 자신의 상태 때문에 다른 사람들과 다르게 사물을 보는 경향을 가리키는 "집중"이라는 능력을 사용하여 퍼즐 관련 이벤트를 발동시킬 수 있다. 만약 그녀가 게임 곳곳에 숨겨진 토템에 집중을 사용하면, 친구 드러스가 노르드인의 이야기에 대해 말하는 보이스오버를 통해 기억이 발동된다. 이 44개의 토템을 모두 활성화하면 게임 클라이맥스 직전에 보너스 컷신이 발동되어 드러스의 배경 이야기가 확장된다. 몇몇 구역은 세누아가 죽기 전에 안전 지대에 도달하거나, 집중 능력을 사용하여 주변 구조를 바꾸는 등 자체적인 독특한 메커니즘이나 시련을 특징으로 한다.
추가적으로, 헬블레이드는 노르드인의 왜곡된 형상과 싸우는 전투를 특징으로 하며, 여기에는 가끔 보스도 포함된다. 전투 중에는 세누아가 검을 뽑고 한 적에게 향하며, 카메라는 자동으로 적에게 집중된다. 그녀는 두 종류의 공격(빠른 공격 또는 강한 공격), 적이 공격을 막는 것을 막기 위해 발로 차기, 막기, 또는 회피를 사용할 수 있다. 또한 그녀는 집중하고 있는 상대를 향해 돌격하여 더 가까이 다가가거나 직접 공격하거나 발로 찰 수 있다. 충분히 막거나 회피하면 전투에서 집중 능력을 사용하여 적보다 빠르게 움직이거나 일반 공격에는 면역인 그림자를 흩뜨릴 수 있다. 그람르를 얻으면 세누아는 강한 공격을 충전하여 추가 피해를 주고 더 효율적으로 막을 수 있으며, 둘 다 집중 능력을 사용할 수 있게 해준다. 세누아가 강한 공격을 받거나 연달아 여러 번 공격을 받으면 쓰러지는데, 적이 치명타를 날리기 전에 해당 버튼을 최대한 빠르게 반복해서 눌러야 한다. 제시간에 일어나지 못하면 죽는다. 죽음에 가까울수록 다시 일어나기 어렵다. 이미 죽음에 매우 가까웠다면 일반 공격으로도 죽을 수 있다.
헬블레이드는 헤드업 디스플레이나 튜토리얼이 없다. 대신 드러스, 퓨리즈, 또는 어둠이 게임 메커니즘과 레벨 및 퍼즐을 진행하는 방법에 대한 오디오 지침을 제공한다. 퓨리즈는 세누아에게 전투에서 조언을 제공하며, 특히 뒤에서 공격하는 적이 있을 때 경고한다. 그들은 세누아가 피해를 입을 때 반응하고, 죽음이 임박하면 심하게 당황한다. 그녀가 공격을 받았을 때 얼마나 초조해하는지가 그녀가 얼마나 많은 피해를 더 받을 수 있는지를 나타낸다. 대부분의 환영, 목격되는 사건, 또는 들리는 목소리의 성격은 의도적으로 불분명하게 남겨져 있으며, 영혼의 실제 출현, 세누아의 기억, 또는 어둠 또는 그녀가 직면해야 하는 기만적인 생물 중 하나에 의해 만들어진 속임수로 해석될 수 있다. 따라서 게임 중에 주어지는 단서들은 항상 신뢰할 수 있는 것은 아니다(드러스의 경우 제외). 일부 퓨리즈는 세누아의 사기를 꺾거나, 잘못된 길을 가고 있다거나 함정으로 걸어가고 있다는 등 잘못된 정보를 제공하기도 한다.

## 줄거리
8세기 후반을 배경으로 하는 게임은 오크니 제도에서 온 픽트 전사 세누아(멜리나 유르겐스 분)가 죽은 연인 딜리언(올리버 워커 분)의 영혼을 여신 헬라에게서 구하기 위한 여정으로 헬헤임의 비밀 입구에 도착하는 것으로 시작된다. 세누아는 자신이 정령의 목소리, 즉 "퓨리즈"라고 불리는 목소리를 듣게 만드는 저주에 시달린다고 믿고 있으며, 그중 가장 두드러지는 목소리는 화자(치포 정 분)로, 플레이어의 존재를 인지하고 종종 제4의 벽을 허물고 직접적으로 플레이어에게 말을 건다. 그녀는 저주의 핵심인 어두운 존재인 어둠(스티븐 하틀리 분)에 의해 추격당한다. 그녀는 딜리언의 잘린 머리를 그의 영혼을 담을 그릇으로 사용하여 운반하며, 1년간의 자진 망명 기간 동안 그녀의 친구이자 멘토가 된, 현재는 죽은 노르드인의 전 노예이자 노르드인의 전설에 해박한 드러스(니콜라스 볼튼 분)의 이야기에 대한 기억에 의해 안내받는다. 헬헤임에 들어가기 위해 세누아는 여러 시련을 극복하고 불 거인 수르트와 환상의 신 발라븐을 모두 물리치지만, 헬헤임으로 가는 다리를 건너는 도중 헬라에게 공격당하여 단 한 번의 일격에 패배하고 검이 산산조각 난다. 간신히 살아남은 세누아는 헬라가 입힌 머리의 큰 상처를 지진다. 그런 다음 드러스와 딜리언이라고 믿는 사람 형상의 빛을 따라 큰 나무로 향하고, 그곳에서 몸, 정신, 마음을 시험하는 네 가지 시련을 거쳐 헬라를 죽일 만큼 강력한 전설의 검 그람르를 얻는다.
게임이 진행됨에 따라 세누아의 배경 이야기는 비선형적 순서로 환각을 통해 드러난다. 그녀의 어머니, 치료사 갈레나(엘리 피어시 분)는 그녀와 같은 저주를 겪었지만 그것을 선물로 생각했다. 그러나 세누아의 독실한 드루이드 아버지, 신벨(하틀리 분)은 그렇지 않다고 생각하여 갈레나를 산 채로 태워버렸다. 세누아는 다섯 살 때 이 사건을 목격했고, 이로 인해 그녀의 정신증이 심각하게 악화되어 그 기억을 차단했다. 그녀의 아버지는 그녀가 악에 오염되었다고 설득하며 세누아를 정서적, 육체적으로 학대하고 세상과 격리시켰고, 딜리언을 만날 때까지 계속되었다. 두 사람은 사랑에 빠졌고, 세누아는 그가 자신을 저주받았다고 생각하는 대신 다르고 오해받고 있다고 생각했기에 그와 함께 있기 위해 아버지를 떠났다. 그러나 역병이 딜리언의 마을에서 많은 사람을 죽인 후, 세누아는 자신이 잘못했다고 믿고 망명길에 올랐다. 1년 후 어둠을 극복한 듯 돌아왔을 때, 그녀는 살아남은 마을 사람들이 노르드인 습격대에 의해 살해당하고, 딜리언은 그들의 신에게 블러드 이글로 희생당했다는 것을 발견했다. 이 의식화된 처형 방법은 사실 역사학자들 사이에서 그 진위가 논란되고 있다. 드러스의 이야기를 기억하며, 세누아는 딜리언의 영혼을 노르드인의 신들에게서 구출하겠다고 맹세했다.
궁극적으로 세누아는 어둠의 영향력과 싸워 "시체의 바다"에서 살아남고 헬헤임의 문에서 괴물 가름을 물리친다. 그녀는 어둠이 아버지의 학대를 상징한다는 것을 깨닫고 마법 거울에 퓨리즈를 일시적으로 가둔다. 그런 다음 그녀는 죽지 않은 전사 군단을 소환하는 헬라와 대결한다. 세누아는 결국 압도될 때까지 그들과 싸우고 헬라와 협상하려 한다. 마지막 순간에 그녀는 딜리언이 상실을 받아들이는 것의 중요성을 말했던 것을 기억한다. 헬헤임의 이미지가 사라지자 헬라는 그람르로 세누아를 찔러 딜리언의 머리를 심연으로 떨어뜨리지만, 카메라가 그녀에게 돌아오자 세누아는 죽은 헬라를 발 아래에 두고 그녀 자리에 서 있다. 연인을 되살리는 것이 불가능했으며 그의 죽음이나 다른 누구의 죽음에도 책임이 없다는 것을 받아들인 세누아는 마침내 어둠을 영혼에서 몰아내고 퓨리즈를 저주가 아닌 자신의 일부로 받아들인다. 그녀는 플레이어에게 자신을 따라오라고 초대하며, 또 다른 이야기가 있다고 말한다.

## 개발
헬블레이드: 세누아의 희생은 2014년 8월 12일 소니의 게임스컴 미디어 브리핑에서 플레이스테이션 4용으로 발표되었고, 트레일러가 공개되었다. 공동 성명에서 닌자 시어리는 이 게임을 "뒤틀린 세계에서 깊이 있는 캐릭터를 구현하고, 잔혹하고 타협 없는 전투를 제공하는 경험"이라고 설명하며, "전투, 예술, 스토리에 타협 없는 작고 집중된 게임 경험을 만들고 싶었다"고 밝혔다. 개발자들은 이 게임을 "AAA 독립 개발 게임"이라고 부르며, 목표는 시장에 출시된 모든 AAA 게임과 같은 품질과 제작 가치를 갖추면서도 창의적인 자유와 "독립 개발 정신"을 갖춘 게임을 만드는 것이었다. 팀은 결국 이 게임을 독립적으로 출시하는 데 성공했지만, 이를 위해 디지털 배급을 통해서만 출시할 수 있었다.
이전 닌자 시어리 게임 헤븐리 소드의 아트 디렉터였던 휴그스 기보아르가 스튜디오에 다시 합류하여 이 게임 작업을 진행했다. 2015년 1월 9일에는 Windows 버전의 게임이 발표되었다. 게임은 언리얼 엔진 4로 구동되며, 약 20명의 개발팀이 닌자 시어리에 의해 제작되었다. 게임의 부제인 세누아의 희생은 2016년 3월에 발표되었다. 헬블레이드: 세누아의 정신증은 게임에 포함된 짧은 다큐멘터리 영화로, 스토리와 영감의 배경, 특히 정신 질환에 대한 팀의 연구를 자세히 설명한다. 안토니아데스가 쓰고 내레이션을 맡았고, 유르겐스가 편집했다.

### 집필
세누아 캐릭터의 주요 영감은 이케니족 여왕인 부디카였으며, 그녀의 이름은 역사학자들에게 오랫동안 잊혀졌지만 2002년에 재발견된 켈트 여신인 세누나에서 따왔다. 이 여신의 이름은 처음에 세누아로 잘못 읽혔다. 켈트 전사들의 모습에 대한 연구를 바탕으로, 세누아는 얼굴 페인트, 모피 의류, 석회로 뭉친 땋은 머리로 묘사되었다. 캐릭터에 대한 올바른 각도를 찾기 위해 연구하던 중, 팀은 로마 제국이 거의 모든 유럽을 정복할 수 있었지만, 그레이트브리튼섬 북부 지역의 픽트족이라고 알려진 켈트족 집단을 정복하지 못했다는 것을 깨달았다. 8세기 말, 첫 바이킹이 픽트족의 땅, 특히 오크니 제도에 도착하여 그 땅의 주요 인구를 대체했다. 노르드인이 정복한 부족의 지도자들을 자신들의 신에게 희생시키는 것으로 알려졌다는 믿음에 기초하여, 게임의 감독이자 수석 작가인 타밈 안토니아데스는 이를 세누아의 탐구와 트라우마의 기반으로 사용하고, 그녀의 마을 사람 모두가 노르드인 습격자에게 살해당하고 그녀의 연인이 블러드 이글을 통해 노르드 신에게 희생당하는 것을 발견하도록 결정했다. 이 의식화된 처형 방법은 사실 역사학자들 사이에서 그 진위가 논란되고 있다.
안토니아데스에 따르면, 팀은 켈트 문화와 켈트족의 정신 질환에 대한 견해를 연구하던 중, 그들이 저주, 비탄, 또는 전투의 트라우마로 인해 미치광이가 된 사람을 "겔트"라고 불렀다는 것을 알게 되었고, 겔트는 참회, 처벌, 그리고 연옥을 찾아 숲에서 생활했다는 것을 알게 되었다. 팀은 세누아를 이러한 이유로 망명 생활을 떠난 겔트로 만들기로 결정했다. 드러스라는 캐릭터는 8세기에 노르드인에게 노예가 되었지만 결국 탈출하여 수도사가 된 실제 아일랜드 켈트족인 핀다나와, "전투에서 도망쳐 망명 생활을 하고 몸에 깃털이 돋아 야수 같은 성격을 갖게 되는 미친 죄인"에 대한 켈트 설화를 바탕으로 했다. 이 캐릭터는 핀다나와 유사한 배경 이야기, 깃털이 달린 망토, 그리고 켈트족이 정신 질환을 설명하기 위해 사용했던 또 다른 단어인 "드루트"에서 이름을 따왔다. 이 단어는 "바보" 또는 "신들의 말을 전하는 자"를 의미한다.

### 정신증 삽입
안토니아데스와 그의 팀은 처음에는 헬블레이드: 세누아의 희생을 "매혹적이고 성숙한 판타지 게임"으로 구상했다. 게임은 항상 세누아의 마음 속에서 일어나는 것으로 암시될 예정이었지만, 원래는 그녀의 정신 질환이 스토리의 중심이 아니었다. 그러나 팀은 정신증에 대한 인식을 높일 기회로 보게 되었다. 이 질환에 대한 팀의 관심에 대해 안토니아데스는 다음과 같이 말했다. "신체 질환이나 신체적 트라우마로 인한 고통과 괴로움을 보는 것은 쉽지만, 정신적 고통이나 트라우마 또는 심각한 정신 질환을 보는 것은 쉽지 않다. 하지만 우리가 그것을 볼 수 있는 방법을 찾을 수 있다면 어떨까? 게임은 여러분을 몇 시간 동안 몰입하게 만들 수 있으며, 여러분과 다른 캐릭터의 역할을 수행하고, 그들의 관점을 경험하고, 다른 규칙 세트로 작동하는 세계에 적극적으로 참여하게 한다. [...] 헬블레이드 세계에서 일어나는 많은 것들은 세누아의 마음의 맥락 안에서 완벽하게 이해된다. [...] 세누아의 탐구를 완료하려면 이러한 것들의 논리와 의미를 내면화하고 받아들여야 진행할 수 있다." 그는 특히 일부 정신병 환자들이 다른 사람들이 보거나 알아차리지 못하는 패턴을 보는 경향을 퍼즐 해결을 위한 게임 메커니즘으로 사용하는 것이 비디오 게임 외의 다른 매체에서는 불가능한 독특한 각도를 제공할 것이라고 느꼈다.
"정신 질환을 겪는 사람이 그저 수동적인 광기의 수용자가 아닌 것으로 표현된 것을 보니 신선했습니다. 세누아는 자신의 이야기의 영웅이며, 자신의 경험을 이해하고 헤쳐나가려 합니다. 이것은 정말로 낙인을 해소하는 것입니다. 스크린 상에서 정신 질환을 표현할 때, 보통 질환이 먼저 나오고 그 다음에 평면적인 캐릭터가 따라붙습니다. 이 경우, 캐릭터는 완전히 형성되어 있으며, 그들의 상태로 정의되지 않습니다."
안토니아데스는 연구를 하는 동안 "주제를 깊이 탐구하지 않아도 나 자신의 무지를 발견했다"고 인정했다. 정신증을 제대로 묘사하기 위해 닌자 시어리는 "세계적인 신경과학자들과 웰컴 트러스트와 같은 비영리 단체와 협력하여 정신증 경험과 인간 정신에 미치는 파괴적인 영향을 제대로 포착했다." 안토니아데스는 "사람들이 환각이나 망상적 믿음을 경험하더라도 그것이 문제가 되지 않을 수 있다는 것을 알게 되었다. 질환은 그러한 경험이 고통을 유발할 때 발생한다. 종종 회복은 환각을 치료하는 것이 아니라 그것과 함께 살아가는 방법을 찾는 것이다. 그것은 나에게 계시였다."
팀과 긴밀히 협력한 전문가로는 케임브리지 대학교의 폴 플레처 교수와 더럼 대학교의 작가이자 심리학자인 찰스 페르니허프 교수, 환청 전문가가 있다. 닌자 시어리는 웰컴 트러스트로부터 게임 개발 자금을 지원받았으며, 트러스트는 정신 질환 묘사에 있어 창의적인 도움을 제공했다. 특히 실제로 정신 질환을 겪고 있는 사람들과 접촉할 수 있도록 도왔다. 그들은 "회복 대학"과 협력했다. 이 기관은 의료 시설과 환자를 위한 대학 역할을 하는 곳이다. 안토니아데스는 "하루 24시간 내내 그녀에게 소리를 지르고 문과 벽을 부딪히는 화난 목소리와 함께 살아야 하는 소녀"의 이야기에 깊은 인상을 받았다. 그 소녀는 "종종 방에 매달린 시체를 볼 정도로 현실적이어서 때로는 그들을 구하려 시도하기도 했다." 이것은 게임에 등장하는 여러 사건에도 영감을 주었다.
전문가들과 협력하면서 팀은 "종종 질환은 증상 자체에서 오는 것이 아니라, 사회 나머지 부분에서 오는 낙인, 사회적 고립, 그리고 학대에서 비롯된다"는 것을 깨달았다. 이로 인해 팀은 세누아의 아버지와 그가 젊은 시절 그녀를 학대하고 고립시킨 방식을 그녀를 괴롭히는 어둠의 실제 본질로 만들기로 했다. 세누아가 듣는 목소리를 만들기 위해 팀은 주제에 대한 전문가인 찰스 페르니허프 교수의 설명을 바탕으로 여러 배우의 목소리를 바이노럴 레코딩을 사용하여 녹음했다. 이 기술은 소리의 3D 위치도 기록하므로, 목소리가 배우가 마이크와 얼마나 가깝거나 먼지에 따라 소리가 들리도록 하여 인간 귀가 소리를 인식하는 방식을 복제한다. 팀은 나중에 녹음을 위한 피드백을 제공하기 위해 환청 경험자들을 초대하여 결과를 듣게 했다. 게임의 오리지널 음악은 데이비드 가르시아와 앤디 라플레구아가 작곡했다. 최종 전투 중에는 Passarella Death Squad의 "Just Like Sleep"이라는 곡이 연주되고, 엔딩 크레딧 중에는 VNV 네이션의 "Illusion"이라는 곡이 재생된다.

## 출시
헬블레이드: 세누아의 희생은 2017년 8월 8일에 플레이스테이션 4 및 Windows용 디지털 배급으로 출시되었다. 플레이스테이션 4의 일정 기간 독점 기간 이후, 엑스박스 원용 디지털 버전(및 엑스박스 원 X의 향상된 그래픽 지원 포함)이 2018년 4월 11일에 출시되었다. 2018년 7월 31일에는 HTC 바이브 및 오큘러스 리프트 헤드셋을 통한 완벽한 가상 현실 지원 업데이트가 추가되었다. 2018년 12월 4일에는 PS4 및 Xbox One용 물리적 에디션이 출시되었다. 2019년 2월 13일에는 닌텐도 스위치용으로 발표되었고, 4월 11일에 디지털로 출시되었다.
엑스박스 시리즈 X/S에서 하위 호환을 통해 게임을 플레이할 수 있었지만, 개선된 비주얼과 광선 추적 지원이 포함된 향상된 버전이 2021년 8월 9일에 무료 최적화 패치를 통해 출시되었다.

## 평가
헬블레이드: 세누아의 희생은 리뷰 애그리게이터 웹사이트 메타크리틱에 따르면 비평가들로부터 "대체로 호평"을 받았다. 정신증을 묘사하고 중심으로 삼은 선택은 독특하고 흥미로운 선택으로 칭찬받았으며, 이러한 주제의 실행과 북유럽 신화 및 비탄에 잠긴 세누아의 여정을 혼합한 아이디어 또한 칭찬받았다. 유르겐스의 연기, 게임의 사운드, 예술 방향, 긴장감 넘치는 분위기, 그리고 저렴한 가격도 칭찬받았다. 제작 가치와 그래픽의 품질은 일반적으로 독립 개발 게임이 제공하는 것보다 우수하다고 평가되었다. 전투와 퍼즐에 대한 평가는 엇갈렸는데, 일부 평론가들은 전투가 너무 반복적이고 단순하며 적 종류가 부족하다는 점과 퍼즐이 지루하다는 점을 비판했다.
IGN의 브랜딘 티럴은 스토리, 사운드, 연출, 아트 디렉션, 성우 연기, 음악, 혁신적인 표현을 칭찬하며 "북유럽 사람들의 땅으로 향하는 여정에서 주인공의 탁월하고 날것 같은 인간적인 연기를 전면에 내세운 아름답고 어둡고 긴장감 넘치는 비주얼 노벨처럼 펼쳐진다. 그녀의 이야기는 혼란, 슬픔, 두려움, 상실의 이야기이며, 아름다움과 힘의 순간들로 강조되어 내게 깊은 인상을 남겼다."라고 평했다. 그는 "헬블레이드의 스토리가 인상적인 만큼, 닌자 시어리의 스마트한 디자인은 미묘하고 직관적인 게임 역학을 통해 고통스러운 이야기의 감각적 성격을 강화한다 [...] 정신증, 환각, 망상의 무서운 효과를 전달하기 위한 오디오 및 시각적 왜곡과 속임수의 매우 스마트한 사용은 게임플레이 요소와 결합되어 이것이 게임인지 이야기인지 거의 고민하지 않는 경험을 선사한다."라고 덧붙였다. 자이언트 밤의 브래드 슈메이커는 서사적 노력으로서 그 성공이 "이 매체에서는 거의 전례 없는 수준"이라고 평가했다. 그는 스토리, 사운드, 캐릭터, 그래픽, 유르겐스의 연기 및 "강렬한 몰입도"를 칭찬했다. 그는 예술적 요소 외의 요소들도 높이 평가했지만, 전투의 게임플레이는 "보통 만족스럽지만 좁은 공간에서는 지루하게 느껴질 수도 있다"고 느꼈다. 그러나 그는 보스전은 "모두 독특하고 예외적으로 기억에 남는다"고 묘사했다. VideoGamer.com의 앨리스 벨은 이 게임에 9점 만점에 9점을 주며 "매우 매력적인 스토리", "빠르고 스타일리시한 전투", "아름답고 끔찍한 오디오 및 시각 디자인"을 칭찬했다.
"헬블레이드의 게임플레이 메커니즘은 적고 비교적 간단하다. 비록 이 정도 제작 품질의 대부분 게임 가격의 절반이지만, 이는 용서하기 쉽다. 그러나 서사적 노력으로서는 이 매체에서 거의 전례 없는 성공을 거두었다."
PC 게이머의 라이프 존슨은 긍정적인 평가에서 헬블레이드: 세누아의 희생의 주제, 표현, 스토리를 칭찬했지만, "영감이 실제 전투로 이어지지 않는다. [...] 처음 1대1 대결에서는 솔직히 좀 지루했고, 적들이 공격에 반응할 때 애니메이션 몇 개를 건너뛰는 것처럼 보이는 것도 도움이 되지 않았다. 게다가 적 자체에 거의 변화가 없다는 것도 도움이 되지 않는다. 그들은 거의 항상 사슴 두개골 헬멧을 쓴 키 크고 상반신이 노출된 전사나 근육질의 광전사 샤먼으로 나타난다. 첫 한 시간 정도 지나면 보스가 아닌 적은 기본적으로 다 본 셈이다."라고 불평했다. 하지만 그는 세누아가 많은 적을 동시에 상대해야 할 때 전투가 훨씬 좋아진다고 평가했다. 이 게임에 다소 부정적인 평가를 내린 매체 중 하나인 에지는 세누아의 상태 묘사에 만족하지 못했다.
일부 평론가들은 덜 열광적이었고, 대부분의 비판은 게임플레이, 전투, 퍼즐에 집중되었다. 그러나 대부분의 평론가들은 여전히 헬블레이드를 예술 작품으로 칭찬했다. 이들 중에는 게임 인포머의 조 주바가 있었다. 그는 헬블레이드가 "부정할 수 없이 기억에 남으며, 많은 사람들이 금기시하는 주제를 탐구하는 매력적인 이야기"를 전달한다고 평했다. 그러나 그는 게임의 주제 때문에 게임플레이가 고통받았다고 믿었다. 게임의 가짜 영구적 죽음의 성격을 알지 못한 채, 그는 영구 게임 오버에 얼마나 가까운지 너무 불분명하다며 "답답하다"는 느낌을 받았다고 불평했다. 그는 또한 퍼즐이 지루하다고 느꼈고, 전투 시퀀스에서 특정 적들이 화면 밖으로 나가는 아이디어가 게임플레이에 잘 반영되지 않았다고 믿었다.
유로게이머는 이 게임을 "2017년 최고 게임 50선" 목록에서 9위에 올렸고, GamesRadar+는 "2017년 최고 게임 25선" 목록에서 16위에 올렸으며, EGMNow는 "2017년 최고 게임 25선" 목록에서 19위에 올랐다. 한편, Polygon은 "2017년 최고 게임 50선" 목록에서 24위에 올랐다. 이 게임은 IGN의 2017년 최고 게임 어워드에서 "최고 PC 게임", "최고 PlayStation 4 게임", "최고 액션 어드벤처 게임", "최고 그래픽", "최고 스토리", "가장 혁신적인 게임" 부문에서 후보에 올랐고, 후자에서는 차점자가 되었다.
게임 인포머는 헬블레이드: 세누아의 희생을 8세대 동안 출시된 최고의 게임 중 하나로 선정했다.

### 정신증 묘사
이 게임의 정신증 묘사는 호평을 받았으며, 종종 게임의 가장 뛰어난 특징으로 묘사되었다. 여러 매체와 평론가들은 게임의 정신증 묘사를 더 자세히 분석했다. 게임의 모든 부분, 전투와 퍼즐을 포함하여 세누아의 정신증 묘사를 더욱 심화시키고 그녀의 상태를 중심으로 돌아간다는 점이 주목받았다. 게임에 참여한 케임브리지 대학교의 신경과학자이자 정신증 전문가인 폴 플레처 교수는 "세누아가 정신증 경험을 가진 사람들에게 이렇게 긍정적으로 받아들여지는 것을 보니 흥미롭다"고 말했다.
PlayStationLifeStyle의 마이클 브라이어스는 "신경과학자들과 정신증 진단을 받은 불운한 몇몇 사람들과 긴밀히 협력함으로써, 헬블레이드는 캐릭터를 미치광이로 만들어버리는 저렴하고 서투른 클리셰를 신중하게 피했다. 이것은 정신 질환으로 고통받는 사람들에게 불이익을 줄 뿐만 아니라, 넓은 범위에서 묘사하는 이러한 방식은 미묘함의 여지를 최소화하지만, 세누아의 희생은 과감하게 백색 소음을 뚫고 나간다."라고 평했다. PC 게이머의 라이프 존슨은 정신증을 겪는 캐릭터의 gripping한 묘사를 칭찬하며 "닌자 시어리는 길고 분위기 있는 클로즈업에서 haunted 눈을 최대한 활용한다. [세누아]는 어둠뿐만 아니라 화면을 넘어 카메라 너머를 꿰뚫어 보는 듯하다. 돌아보면 때로는 정면으로 마주하기 어려운 깊은 절망과 분노를 거기서 발견했다 [...] 어떤 사람들은 그런 고통 속에서 무너질 것이다. 그러나 세누아는 여전히 싸운다. 그것은 약간의 영감을 준다."라고 말했다.
VideoGamer.com의 앨리스 벨은 세누아의 정신증이 그녀 삶의 비극의 원인이기도 하지만, 게임은 그녀의 상태를 만족감을 가져다줄 수 있는 것으로도 묘사한다고 지적하며, 그녀의 환각이 때때로 "정신증이 색과 아름다움으로 나타날 수 있다는 것을 반영하여 실제로도 사랑스럽다"고 말했다. 전체 스토리에 대해 그녀는 "여러분[플레이어]는 세누아가 겪은 트라우마에 대해 배웁니다. 그녀의 정신 건강 문제와 다른 사람들의 이해 부족으로 인해 더욱 커진 것입니다. 심리학자들과 정신증을 경험한 사람들의 끊임없는 도움을 받아 가능한 가장 충실한 묘사를 제공하기 위해 많은 노력을 기울였습니다. 딜리언은 가장 어려운 전투는 마음 속에서 벌어진다고 말하지만, 세누아는 육체적인 전투도 벌입니다."라고 말했다.
일렉트로닉 게이밍 먼슬리의 몰리 L. 패터슨은 "개인적인 경험으로는 그 측면을 이야기할 수 없지만, [세누아]의 상태로 인해 때때로 진정으로 영향을 받았다고 말할 수 있다. 헤드폰을 끼고 게임의 상당 부분을 플레이하면서, 조용한 순간들은 종종 다른 자아들이 생각에서 충돌하며 끊임없이 지껄이는 소리로 깨졌다. 일부는 호스트의 탐험을 돕고 싶어하고, 다른 일부는 끊임없이 세누아(와 플레이어)에게 선택이 잘못되었다고, 실패할 운명이라고, 또는 모든 것이 절망적이라고 말한다. 세누아의 상태와 분리된 플레이어로서도 그러한 말들이 얼마나 강력한지 설명하기 어렵고, 그것은 우리 사이에 유대감을 형성하는 데 도움이 된 여러 요소 중 하나였다."라고 밝혔다.
"이 경험이 어떤 것인지 표현하기는 매우 어렵습니다. 부분적으로는 매우 개인적이고 강렬하며 감정적인 경험이기 때문입니다. [...] 그들이 만들어낸 것은 너무나 매력적이며, 이러한 경험이 어떤 것인지 제가 들은 가장 좋은 표현입니다."
슈메이커는 "헬블레이드헬블레이드의 가장 강력한 속임수는 세누아의 머리 속에서 끊임없이 들려오는 목소리입니다. 이 목소리는 공간 음향 기술로 녹음되어 마치 주변에서 속삭이고, 여러분의 결정과 자신감을 깎아내리는 것처럼 느껴집니다. 이 목소리들은 여러분이 하는 일과 심지어 서로와도 자주 상충됩니다. 한쪽은 여러분을 격려하는 반면 다른 쪽은 무자비하게 조롱할 수 있습니다. 그 효과는 놀랍습니다. 시간이 지남에 따라 세누아의 고통은 명백하고 부인할 수 없게 됩니다. 특히 이 목소리가 여러분을 괴롭힐수록, 더 악랄하고 미쳐갈수록 스트레스는 악화됩니다. 그러나 플레이어로서 여러분은 원할 때마다 이 목소리를 끌 수 있다는 사치를 누린다는 것을 기억하는 것이 중요합니다. 헬블레이드의 강력한 심리적 속임수와 세누아의 고통스러운 현실이라는 사실 자체는 가치 없음, 통제력 상실, 오해받고 배척당하는 느낌, 심신을 쇠약하게 하는 정신 질환과 함께 올 수 있는 희망과 절망의 기묘한 혼합을 포착하는 게임의 비범한 능력으로 이어집니다."라고 말했다.
모든 언론 매체가 이 상태 묘사에 만족했던 것은 아니다. Mic 게임 편집자 제이슨 포크너는 정신 질환자들과 일한 경험이 있었는데, 게임을 비판하기 위해 게시한 기사에서 세누아 캐릭터를 칭찬했지만, 게임에 대해 매우 비판적이었다. 그는 게임이 정신증을 진정으로 이해하도록 돕는 데 초점을 맞추고, 비유적으로 표현하는 대신 상태를 "초점적이고 명확하게" 보여주어야 했다고 말했다. "배경 지식 없이 게임을 접한다면, 세누아가 망상과 북유럽 신화에서 영감을 받은 환각과 함께 살고 있다고 추정할 수도 있고, 또는 그녀가 악마와 유령에 시달리고 있다고 생각할 수도 있다. [...] 세누아의 정신 질환 묘사는 그녀의 이야기의 양면, 즉 그녀의 머리 속에서 일어나는 일과 실제로 일어나는 일을 모두 보여주는 것이 더 나았을 것이다." 그는 또한 이 게임이 현실에서 정신 질환자들을 돕는 데 헌신하는 간병인이나 다른 사람들을 묘사하지 않음으로써 "광범위한 정신 건강 관리에 대한 논평을 삽입할 기회를 억압한다"고 말했다. Edge는 세누아의 정신증이 "어떤 면에서는 자산처럼 묘사된다. 즉, 어둠 속에서 계속 나아갈 수 있는 힘을 주는 유용한 초능력이며, 가끔씩 일어나는 발작 정도만 감수하면 된다"고 비판했다.

### 죽음 메커니즘
게임 초반에 세누아의 손은 "오염"되어 썩기 시작한다. 어둠은 그녀가 "죽을" 때마다(모든 죽음은 가능한 미래의 환상으로 드러난다) 썩은 부위가 더욱 확산되어 머리에 도달하고 영혼을 삼킬 것이라고 말한다. 게임은 이렇게 되면 영구적 죽음이 발생하여 플레이어의 저장 파일이 삭제되고 그동안의 모든 게임 진행 상황이 지워질 것이라고 암시한다. 그러나 나중에 여러 언론 매체는 죽음 횟수와 관계없이 썩은 부위가 특정 시점 이후로는 더 이상 확산되지 않으며, 세누아의 머리에 도달하는 것이 궁극적으로 불가능하다는 것을 발견했다.
안토니아데스는 영구적 죽음 메커니즘이 블러프라고 말했다. 반복적인 죽음으로 썩은 부위가 세누아의 몸에 확산되지만, 결코 머리까지 완전히 도달하지는 않는다. 그들이 이 현상을 묘사하기 위해 선택한 단어는 정신 질환과 정신증과 관련된 두려움의 일부를 플레이어에게 직접적으로 전달하기 위한 것이었다. 안토니아데스는 "두려움을 어떻게 도입할지에 대한 아이디어를 찾고 있었고, 그 아이디어 중 하나가 영구적 죽음 메커니즘이었다. 게임에서 여러분에게 어떤 일이 일어날지 매우 명확하게 알려주는 유일한 부분이다."라고 말했다. 그는 게임 출시 시점에 플레이어와 비평가들이 영구적 죽음 메커니즘에 대한 그들의 표현을 오해하여 "논란"을 일으켰다고 생각했지만, 그 표현 사용을 옹호하며 "그것은 플레이어로서 여러분의 해석이 그 의미를 오염시키는 것이다. 정신 질환에서는 여러분의 마음가짐이 세상을 해석하며, 그것이 고통을 유발할 수 있기 때문에 우리는 의도적으로 그렇게 하고 싶었다."라고 말했다.
PC 게이머의 리드 맥카터는 닌자 시어리의 이러한 움직임을 강력하게 옹호하며 "훌륭한 게임 디자인이자 현대적인 형태의 신뢰할 수 없는 서사"라고 불렀다. 그는 "스토리가 진행됨에 따라 부패의 본질이 더욱 명확해지며, 플레이어는 세누아의 배경 이야기와 심리 상태, 그리고 게임의 위험을 인식하는 방식 사이의 상관관계를 이해하게 된다. 이것은 아름답게 실행된 서사 디자인의 한 부분으로, 게임 시스템과 스토리가 함께 작동한다."라고 말했다. 피시게임스엔은 이를 "영리한 결정"이라고 부르며, "세누아 자신의 적들에 대한 두려움과 정신 상태 악화에 초점을 맞춘다"고 말했다. 유로게이머는 이를 "플레이어가 게임을 플레이하면서 두려움을 느끼게 하는 멋진 속임수. 두려움, 불안, 죽음은 모두 헬블레이드가 중심으로 삼는 주제이다. 확실히 잘 어울린다"고 말했다.

### 판매
헬블레이드: 세누아의 희생은 출시월 동안 유럽에서 플레이스테이션 스토어에서 가장 많이 팔린 게임이었다. 타밈 안토니아데스 감독에 따르면, 게임은 "예상보다 잘" 팔렸으며 개발자들이 예상했던 6~9개월보다 빠른 약 3개월 만에 손익분기를 달성했다. PC 게이머는 헬블레이드헬블레이드의 성공에 대해 "이 소식은 긍정적일 수밖에 없다. 아마도 다른 개발자들이 헬블레이드와 같은 실험적인 게임이 상업적인 성공을 거두는 것을 보면 그들 자신의 게임에서도 더 기꺼이 위험을 감수할 가능성이 높아질 것이며, 궁극적으로 이는 더 흥미로운 게임으로 이어질 것이다."라고 말했다. 2017년 10월 10일 세계 정신건강의 날을 기념하여, 닌자 시어리는 그날 헬블레이드 판매 수익 전액을 리싱크 정신 질환에 기부했다. 2018년 6월까지 이 게임은 100만 장 이상 판매되었다.

### 수상
| 년도 | 상                                | 부문                                           | 결과 | Ref.          |
| ---- | --------------------------------- | ---------------------------------------------- | ---- | ------------- |
| 2017 | 독립 게임 개발자 협회 어워드 2017 | 최고의 오디오 디자인                           | 후보 | [ 66 ]        |
| 2017 | 독립 게임 개발자 협회 어워드 2017 | 최고의 비주얼 디자인                           | 후보 | [ 66 ]        |
| 2017 | 독립 게임 개발자 협회 어워드 2017 | 최고의 액션 및 어드벤처 게임                   | 수상 | [ 66 ]        |
| 2017 | 골든 조이스틱 어워드 2017         | 최고의 오디오                                  | 후보 | [ 67 ]        |
| 2017 | 골든 조이스틱 어워드 2017         | 최고의 게임 연기 (멜리나 유르겐스)             | 후보 | [ 67 ]        |
| 2017 | 골든 조이스틱 어워드 2017         | 돌파상 (멜리나 유르겐스)                       | 후보 | [ 67 ]        |
| 2017 | 더 게임 어워드 2017               | 최고의 서사                                    | 후보 | [ 68 ] [ 69 ] |
| 2017 | 더 게임 어워드 2017               | 최고의 오디오 디자인                           | 수상 | [ 68 ] [ 69 ] |
| 2017 | 더 게임 어워드 2017               | 최고의 퍼포먼스 (멜리나 유르겐스)              | 수상 | [ 68 ] [ 69 ] |
| 2017 | 더 게임 어워드 2017               | 임팩트 있는 게임                               | 수상 | [ 68 ] [ 69 ] |
| 2017 | 더 게임 어워드 2017               | 최고의 독립 게임                               | 후보 | [ 68 ] [ 69 ] |
| 2018 | 영국 작가 조합 어워드             | 비디오 게임 최고의 집필                        | 수상 | [ 70 ]        |
| 2018 | 제45회 애니상                     | 비디오 게임 캐릭터 애니메이션 부문 뛰어난 업적 | 후보 | [ 71 ] [ 72 ] |
| 2018 | 제21회 D.I.C.E. 어워드            | 뛰어난 애니메이션 업적                         | 후보 | [ 73 ]        |
| 2018 | 제21회 D.I.C.E. 어워드            | 뛰어난 아트 디렉션 업적                        | 후보 | [ 73 ]        |
| 2018 | 제21회 D.I.C.E. 어워드            | 뛰어난 캐릭터 업적 (세누아)                    | 수상 | [ 73 ]        |
| 2018 | 제21회 D.I.C.E. 어워드            | 뛰어난 스토리 업적                             | 후보 | [ 73 ]        |
| 2018 | 제21회 D.I.C.E. 어워드            | 뛰어난 기술 업적                               | 후보 | [ 73 ]        |
| 2018 | SXSW 게이밍 어워드                | SFX 우수성                                     | 후보 | [ 74 ] [ 75 ] |
| 2018 | SXSW 게이밍 어워드                | 기술적 우수성                                  | 후보 | [ 74 ] [ 75 ] |
| 2018 | SXSW 게이밍 어워드                | 시각적 우수성                                  | 후보 | [ 74 ] [ 75 ] |
| 2018 | SXSW 게이밍 어워드                | 가장 유망한 새로운 지식재산권                  | 후보 | [ 74 ] [ 75 ] |
| 2018 | SXSW 게이밍 어워드                | 서사적 우수성                                  | 후보 | [ 74 ] [ 75 ] |
| 2018 | SXSW 게이밍 어워드                | 매튜 크럼프 문화 혁신상                        | 후보 | [ 74 ] [ 75 ] |
| 2018 | 게임 디벨로퍼스 초이스 어워드     | 최고의 오디오                                  | 후보 | [ 76 ] [ 77 ] |
| 2018 | 게임 디벨로퍼스 초이스 어워드     | 최고의 서사                                    | 후보 | [ 76 ] [ 77 ] |
| 2018 | 게임 디벨로퍼스 초이스 어워드     | 최고의 기술                                    | 후보 | [ 76 ] [ 77 ] |
| 2018 | 제14회 영국 아카데미 게임 어워드  | 최고의 게임                                    | 후보 | [ 78 ] [ 79 ] |
| 2018 | 제14회 영국 아카데미 게임 어워드  | 영국 게임                                      | 수상 | [ 78 ] [ 79 ] |
| 2018 | 제14회 영국 아카데미 게임 어워드  | 예술적 업적                                    | 수상 | [ 78 ] [ 79 ] |
| 2018 | 제14회 영국 아카데미 게임 어워드  | 오디오 업적                                    | 수상 | [ 78 ] [ 79 ] |
| 2018 | 제14회 영국 아카데미 게임 어워드  | 엔터테인먼트 너머의 게임                       | 수상 | [ 78 ] [ 79 ] |
| 2018 | 제14회 영국 아카데미 게임 어워드  | 게임 혁신                                      | 후보 | [ 78 ] [ 79 ] |
| 2018 | 제14회 영국 아카데미 게임 어워드  | 음악                                           | 후보 | [ 78 ] [ 79 ] |
| 2018 | 제14회 영국 아카데미 게임 어워드  | 서사                                           | 후보 | [ 78 ] [ 79 ] |
| 2018 | 제14회 영국 아카데미 게임 어워드  | 연기 (멜리나 유르겐스)                         | 수상 | [ 78 ] [ 79 ] |
| 2018 | 아이버 노벨로 어워드              | 최고의 오리지널 비디오 게임 음악               | 후보 | [ 80 ]        |
| 2018 | 디벨롭 어워드                     | 애니메이션                                     | 후보 | [ 81 ] [ 82 ] |
| 2018 | 디벨롭 어워드                     | 비주얼 디자인                                  | 후보 | [ 81 ] [ 82 ] |
| 2018 | 디벨롭 어워드                     | 음악 디자인                                    | 수상 | [ 81 ] [ 82 ] |
| 2018 | 디벨롭 어워드                     | 사운드 디자인 (닌자 시어리)                    | 후보 | [ 81 ] [ 82 ] |
| 2018 | 디벨롭 어워드                     | 집필 또는 서사 디자인                          | 수상 | [ 81 ] [ 82 ] |
| 2018 | 독립 게임 개발자 협회 어워드 2018 | 창의성 상                                      | 수상 | [ 83 ] [ 84 ] |
| 2018 | 독립 게임 개발자 협회 어워드 2018 | 최고의 오디오 디자인                           | 후보 | [ 83 ] [ 84 ] |
| 2018 | 독립 게임 개발자 협회 어워드 2018 | 다양성 상                                      | 후보 | [ 83 ] [ 84 ] |
| 2018 | 골든 조이스틱 어워드 2018         | 엑스박스 게임 오브 더 이어                     | 후보 | [ 85 ] [ 86 ] |
| 2019 | 2019 웨비 어워드                  | 액션 게임                                      | 후보 | [ 87 ] [ 88 ] |
| 2019 | 2019 웨비 어워드                  | 최고의 아트 디렉션                             | 수상 | [ 87 ] [ 88 ] |
| 2019 | 2019 웨비 어워드                  | 최고의 음악/사운드 디자인                      | 후보 | [ 87 ] [ 88 ] |
| 2019 | 2019 웨비 어워드                  | 최고의 비주얼 디자인                           | 후보 | [ 87 ] [ 88 ] |
| 2019 | 2019 웨비 어워드                  | 최고의 집필 (피플스 보이스)                    | 수상 | [ 87 ] [ 88 ] |
| 2019 | 2019 웨비 어워드                  | 기술적 업적                                    | 후보 | [ 87 ] [ 88 ] |
| 2019 | 독립 게임 개발자 협회 어워드 2019 | 창의성 상                                      | 후보 | [ 89 ]        |

게임이 받은 상 외에도, 안토니아데스와 유르겐스를 포함한 헬블레이드 팀은 2016년 SIGGRAPH에서 "실시간 시네마토그래피"라고 불리는 기술의 쇼케이스 시연으로 최고의 실시간 그래픽 및 상호 작용 상을 수상했다. 이 시연에서 그들은 헬블레이드의 한 장면을 실시간으로 공연하고 촬영했는데, 이는 "몇 분 안에 최종 품질로 촬영, 캡처, 편집된 과정으로, 보통 몇 주 또는 몇 달이 걸린다." 또한 비평가들의 찬사를 받은 BAFTA 수상작인 헬블레이드: 세누아의 희생의 VR 에디션. 헤븐리 소드, 인슬레이브드: 오디세이 투 더 웨스트, DmC: 데빌 메이 크라이의 제작진이 신화와 광기 속으로 들어가는 전사의 잔혹한 여정을 선보인다.

## 후속작
세누아의 전설: 헬블레이드 2는 더 게임 어워드 2019에서 발표되었다. 이 게임의 사운드트랙은 헤일룽이 작곡했으며, 아이슬란드를 배경으로 언리얼 엔진 5를 사용한다. 이 게임은 2024년 5월 21일에 Windows 및 엑스박스 시리즈 X/S용으로 출시되었다.

## 참고
1. ↑  닌텐도 스위치 및 엑스박스 시리즈 X/S 버전은 QLOC이 공동 개발했다.[1]
2. ↑  엑스박스 시리즈 X/S 버전은 엑스박스 게임 스튜디오가 배급했다.